# Bitter and Sweet
Bitter and Sweet (ビター・アンド・スウィート) es el séptimo álbum de estudio de la cantante japonesa Akina Nakamori. Fue publicado el 3 de abril de 1985 bajo el sello discográfico Reprise. El álbum incluye una versión remezclada del sencillo número 1 «Kazari ja Nai no yo Namida wa».

## Promoción
«Kazari ja Nai no yo Namida wa» fue publicado el 14 de noviembre de 1984 como el único sencillo del álbum. El sencillo recibió el premio a mejor canción exitosa en la 14.ª edición del Festival de Música FNS. La versión del álbum está titulada «Kazari ja Nai no yo Namida wa (New Remix version)» e incluye nuevos arreglos. La introducción comienza con el solo de bajo, mientras que la versión original comienza con toda la parte de la sesión instrumental. La versión original de «Kazarijanai yo Namida wa» se incluyó en su segundo álbum recopilatorio Best, en abril de 1986.

## Rendimiento comercial
Bitter and Sweet alcanzó el puesto número 1 en las listas semanales de álbumes de Oricon durante dos semanas consecutivas. La versión de LP estuvo en las listas durante 22 semanas; la versión en casete también debutó en el número 1 y estuvo en las listas durante 24 semanas, vendiendo más de 556,000 copias. El álbum permaneció en el puesto número 9 en las listas anuales de álbumes de Oricon en 1985.

## Lista de canciones
| Lado uno | |             |                |                  |          |  |
| N.º      | Título | Letras      | Música         | Arreglos         | Duración |  |
| 1.       | «Kazari ja Nai no yo Namida wa (New Remix version)» (飾りじゃないのよ涙は (ニュー・リミックス・ヴァージョン)) | Yōsui Inoue | Inoue          | Mitsuo Hagita    | 4:31     |  |
| 2.       | «Romantic na Yoru dawa» (ロマンティックな夜だわ)                                                              | EPO         | EPO            | Noboyuki Shimizu | 3:40     |  |
| 3.       | «Yokan» (予感)                                                                                                | Aska        | Aska           | Kazuo Shiina     | 4:04     |  |
| 4.       | «Tsukiyo no Venus» (月夜のヴィーナス)                                                                         | Gorō Matsui | Naoya Matsuoka | Matsuoka         | 3:36     |  |
| 5.       | «Babylon» (バビロン)                                                                                          | Sandii      | Makoto Kubota  | Akira Inoue      | 4:38     |  |

| Lado dos |                                         |                   |             |           |          |  |
| N.º      | Título                                  | Letras            | Música      | Arreglos  | Duración |  |
| 1.       | «Unsteady Love» (アンステディ・ラヴ)    | Toshiki Kadomatsu | Kadomatsu   | Kadomatsu | 4:32     |  |
| 2.       | «Dreaming» (ドリーミング)               | Nobu Saitou       | Yoshiko     | Akaguy    | 4:32     |  |
| 3.       | «Koibito no iru Jikan» (恋人のいる時間) | Show              | Akira Jimbo | Inoue     | 3:54     |  |
| 4.       | «So Long» (ソー・ロン)                  | Kadomatsu         | Kadomatsu   | Kadomatsu | 4:59     |  |
| 5.       | «April Stars» (エイプリル・スターズ)    | Minako Yoshida    | Yoshida     | Shiina    | 5:06     |  |

## Posicionamiento

### Gráfica semanal
| Gráfica (1985)              | Pico de posición |
| --------------------------- | ---------------- |
| Japón (Oricon Albums Chart) | 1                |

### Gráfica de fin de año
| Gráfica (1985)              | Pico de posición |
| --------------------------- | ---------------- |
| Japón (Oricon Albums Chart) | 9                |